# Vịt biển khoang cổ
Vịt biển khoang cổ, tên khoa học Melanitta perspicillata, là một loài chim trong họ Vịt.